# Урицкий, Моисей Соломонович
Моисе́й Соломо́нович Ури́цкий (псевдоним Боре́цкий; 2 [14] января 1873, Черкассы, Киевская губерния, Российская империя — 30 августа 1918, Петроград, Петроградская губерния, РСФСР) —  советский революционный и политический деятель, прежде всего получивший известность после своего назначения на должность председателя Петроградской чрезвычайной комиссии. Убит Леонидом Каннегисером.

## Биография
|                                                                 |
|                                                                 |
| Урицкий в гимназические годы (вверху) и во время ссылки (внизу) |

Родился 14 января 1873 года в городе Черкассы Киевской губернии Российской империи в еврейской торговой семье. В трёхлетнем возрасте остался без отца, воспитывался старшей сестрой и матерью, которая мечтала видеть сына знаменитым раввином, полностью погружённым в дела местной общины. Получил традиционное религиозное иудейское образование, изучал Талмуд. Под влиянием старшей сестры Берты увлёкся русской литературой и смог поступить в Первую государственную городскую гимназию в Черкассах, затем продолжил обучение в Белой Церкви. В 1897 году окончил юридический факультет Киевского университета.
После завершения учёбы, по действовавшему тогда российскому законодательству, должен был отслужить два года в армии как вольноопределяющийся (унтер-офицер, имеющий высшее образование). Прибыв в полк, Урицкий развернул там революционную агитацию, распространял среди солдат прокламации. В 1897 был арестован и заключён в киевскую Цитадель, а затем Лукьяновскую тюрьму.

### Участие в революционном движении
В революционном движении с начала 1890-х годов. Член Российской социал-демократической рабочей партии с 1898 года. Арестован, в 1901 году выслан на восемь лет в Якутскую губернию, город Олёкминск. После II съезда РСДРП (1903) — меньшевик. Из ссылки бежал летом 1905 года, участник Первой Русской революции в Красноярске и Санкт-Петербурге. В 1906 году арестован, сослан в Вологду, затем — в Архангельскую губернию. В августе 1912 года Урицкий являлся участником социал-демократической конференции в Вене.
В 1914 году Урицкий эмигрировал за границу. В 1916 году жил в Стокгольме. Был корреспондентом парижской газеты «Наше слово», редактировавшейся Львом Троцким.

### Революции 1917 года
После Февральской революции 1917 вернулся в Петроград, вошёл в группу «межрайонцев», вместе с которыми был принят в большевистскую партию на VI съезде РСДРП(б), проходившем с 26 июля (8 августа) по 3 (16) августа 1917 года; на том же съезде избран членом ЦК РСДРП(б). В августе 1917 года введён большевиками в комиссию по выборам во Всероссийское учредительное собрание, стал гласным Петроградской Думы. В это же время работал в газете «Правда», журнале «Вперёд» и других партийных изданиях.
«Вот пришла великая революция, — говорил Урицкий, — и чувствуется, что как ни умён Ленин, а начинает тускнеть рядом с гением Троцкого».
В октябрьские дни 1917 года являлся членом Военно-революционного партийного центра по руководству вооружённым восстанием и Петроградского ВРК. После победы революции был включён в состав коллегии наркомата по иностранным делам, затем работал в должности комиссара над Всероссийской комиссией по делам о выборах в Учредительное собрание.
Есть сведения[откуда?], что в ночь с 5 на 6 января 1918 года в конце ночного заседания Всероссийского учредительного собрания охране был дан подписанный Лениным и Урицким приказ: «Предписываю товарищам солдатам и матросам не допускать насилия по отношению к контрреволюционным членам Учредительного собрания и свободно выпускать из Таврического дворца. Никого не впускать без особого приказа»; однако П. Е. Дыбенко отдал устное распоряжение распустить Учредительное собрание. Поскольку Урицкий как комиссар Всероссийской комиссии по выборам в Учредительное собрание отвечал за его работу, роспуск собрания в общественном сознании связался с его именем.
В феврале 1918 года возглавил штаб Комитета революционной обороны Петрограда. В вопросе о заключении Брестского мира 1918 примыкал к «левым коммунистам». На 7-м съезде РКП(б) (проходил 6 — 8 марта 1918 года) избран кандидатом в члены ЦК.
Непосредственные свидетели событий и ряд позднейших исследователей возлагали на М. С. Урицкого ответственность за высылку в Пермь великого князя Михаила Александровича. Когда бывшего великого князя, арестованного Гатчинским советом, доставили 7 марта 1918 года в Петроград и отправили в Комитет революционной обороны Петрограда, Урицкий провёл допрос арестованных, — в Гатчине кроме Михаила Александровича было арестовано ещё несколько лиц, в чьей лояльности советской власти местный совет сомневался, — и в результате направил В. И. Ленину записку:465: 

Многоуважаемый Владимир Ильич!
 Предлагаю Романова и др. арестованных Гатчинским Советом Рабочих и Солдатских Депутатов — выслать в Пермскую губернию. Проект постановления при сём прилагаю. Если нужны какие-либо объяснения, готов явиться на заседания для дачи их.— М. Урицкий
В результате 9 марта 1918 года на малом заседании Совнаркома доклад Урицкого по вопросу о высылке арестованных «граждан Гатчины» был заслушан и, было принято решение об отправке их в Пермь «…впредь до особого распоряжения», а выступавшему была поручена организация упомянутых мер:465.
В. П. Зубов, организатор музея в гатчинских дворцах, — один из задержанных, которых Урицкий допрашивал 7 марта, — так описал свою первую встречу с главой Комитета революционной обороны Петрограда:463: 

…перед серединой стола сидело существо отталкивающего вида, поднявшееся, когда мы вошли; приземистое, с круглой спиной, с маленькой, вдавленной в плечи головой, бритым лицом и крючковатым носом, оно напоминало толстую жабу. Хриплый голос походил на свист, и, казалось, сейчас изо рта станет течь яд. Это был Урицкий.— Зубов В. П. Страдные годы России (1917—1925) С. 72

### На посту председателя Петроградской ЧК
«Я смотрел на деятельность Моисея Соломоновича как на настоящее чудо работоспособности, самообладания и сообразительности.

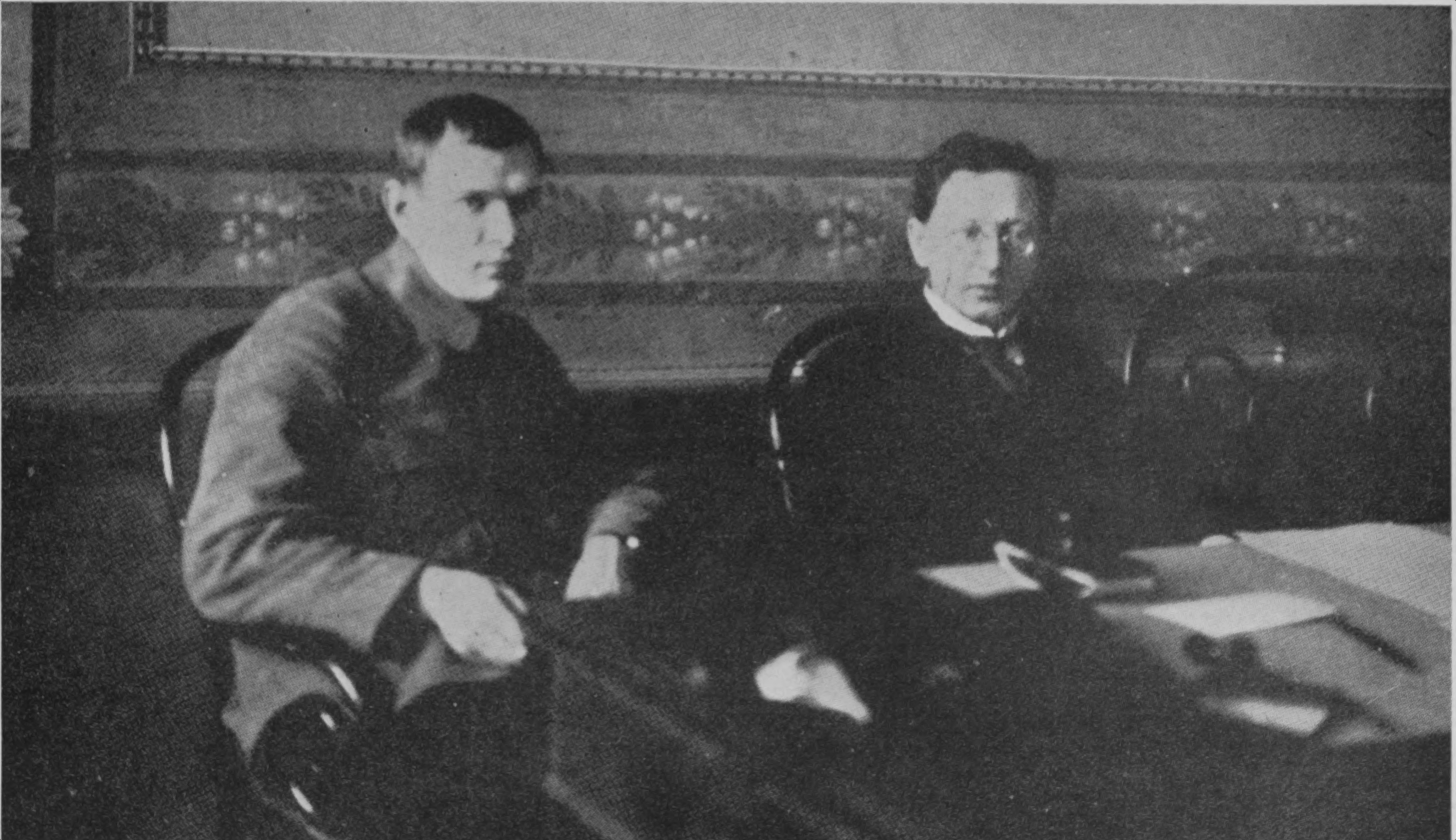
Урицкий в своём рабочем кабинете

Сколько проклятий, сколько обвинений сыпалось на его голову за это время! Соединив в своих руках и Чрезвычайную комиссию и Комиссариат внутренних дел, и во многом руководящую роль в иностранных делах, — он был самым страшным в Петрограде врагом воров и разбойников империализма всех мастей и всех разновидностей. Они знали, какого могучего врага имели в нём. Ненавидели его и обыватели, для которых он был воплощением большевистского террора.
Моисей Соломонович много страдал на своем посту. Но никогда мы не слышали ни одной жалобы от этого сильного человека. Весь — дисциплина, он был действительно воплощением революционного долга» — Луначарский А. В.
В связи с начавшимся переносом большевиками столичных учреждений из Петрограда в Москву в марте 1918 года создавались губернские петроградские советские структуры взамен выбывавших всероссийских. 7 марта была образована Петроградская ЧК (ПетроЧеКа), 10 марта Урицкий был назначен её председателем, а через несколько дней — дополнительно комиссаром внутренних дел Совета народных комиссаров Петроградской трудовой коммуны (СНК ПТК, или СК ПТК). В апреле — мае и в июле — августе 1918 года совмещал этот пост с должностью комиссара внутренних дел Совета комиссаров Союза коммун Северной области (сокращённо — СК СКСО) — коалиционного большевистско-левоэсеровского петроградского областного правительства (правительство было создано в конце апреля 1918 года, в начале мая в его состав вошли левые эсеры; коалиция с ними сохранялась до июля 1918 года).
В исторической литературе XX века об Урицком писали как об одном из организаторов красного террора. Молодёжи и противникам большевиков председатель городской ЧК представлялся олицетворением провозглашённой политики и главным ответственным за её проведение. В ряде современных исследований показывается, что он, будучи противником проводимых властями карательных мер, активно и небезуспешно противодействовал внедрению практики взятия заложников и внесудебным расстрелам, решительно возражал против крайних форм репрессий и насилия по отношению к политическим противникам. В мемуарной литературе приводится также ещё один эпизод с обвинениями революционера в «мягкотелости» и ответом последнего на них:

«Ничуть я не мягкотелый. Если не будет другого выхода, я собственной рукой перестреляю всех контрреволюционеров и буду совершенно спокоен. Я против расстрелов потому, что считаю их нецелесообразными. Это вызовет лишь озлобление и не даст положительных результатов»
Согласно исследованию американского историка Александра Рабиновича, проанализированные им факты указывают на то, что методы Урицкого были значительно более умеренными по сравнению с действиями Дзержинского во главе центральных органов ВЧК и он резко отрицательно относился к крайностям при осуществлении репрессий. Более того, именно позиция председателя комиссии в Петрограде (вместе с мнениями Б. П. Позерна, А. А. Иоффе и других), позволила избежать массовых расправ в городе после убийства Володарского. 15 марта 1918 года Урицкий издал распоряжение, в котором грозил расстреливать тех, кто будет предлагать взятки или нападать на членов комиссии и её сотрудников. При этом, как показывает в своих исследованиях Рабинович, он являлся противником красного террора, узаконения института заложничества, а также возможности предоставления структурам ПЧК права на вынесение смертных приговоров в административном порядке. Историк считает, что «прояснение мотивации Урицкого будет возможно лишь после открытия соответствующих архивных дел ФСБ».
Период, когда Урицкий вступил в должность председателя ЧК Петрограда, характеризовался ростом числа краж и убийств, совершавшихся уголовными преступниками, нередко — под видом чекистов. Частым явлением стали и беспорядочные расстрелы, многие из которых совершались пьяными красноармейцами, а также красногвардейцами и анархистами. Стремясь воспрепятствовать росту насилия, преступлений экономического характера и злоупотреблений властью, но избегая при этом методов террора, Урицкий, как глава ведомства, не давал санкции на применение расстрелов. 15 марта он издал правила, целью которых было упорядочивание обысков, а также выявление и задержание коррумпированных сотрудников ЧК и лиц, выдававших себя за чекистов. При этом отряды Красной армии были лишены права проведения обысков. Спустя неделю Урицкий подписал приказ, где говорилось о том, что граждане должны в трёхдневный срок сдать всё имеющееся у них незарегистрированное оружие и взрывчатые вещества. Отказывавшиеся исполнять данное распоряжение подлежали суду Революционного трибунала, однако без угрозы расстрела. Тогда же районные Советы получили указание усилить патрулирование улиц с целью выявления и конфискации оружия у тех, кто не имел на него разрешения.
Примерно в те же дни ПЧК начала проводить аресты по подозрению в контрреволюционной деятельности, воровстве и спекуляции. Многие из числа задержанных в скором времени отпускались; в особенности это касалось тех, кто был арестован по политическим мотивам.
Тем не менее в этот период расстрелы заключённых в Петрограде всё же проводились — в основном, за особо тяжкие преступления; однако делалось это не ПЧК, а другими органами власти. В апреле запрет на бессудные расправы, ранее установленный комиссией в отношении себя, был, благодаря инициативе Урицкого, распространён и на эти структуры.
Спустя два месяца после принятия данного решения, 20 июня 1918 года в Петрограде был убит комиссар по делам печати, агитации и пропаганды СК СКСО В. Володарский. Коллеги политика из редакции «Красной газеты» требовали ответить на это преступление немедленным объявлением массового террора. Кроме того, утром 21 июня в Смольный к Зиновьеву пришли рабочие делегации, требовавшие в ответ на убийство Володарского немедленных репрессий, ссылаясь на то, что иначе «наших вождей поодиночке перебьют». Однако накануне ночью руководство ПЧК встретилось с Зиновьевым и другими членами СК СКСО. Призывы председателя комиссии к умеренности оказались успешными. Благодаря этому кровопролития удалось избежать.
После убийства Володарского аресты подозреваемых, проводившиеся комиссией, усилились. Тем не менее Урицкий смог, несмотря на давление, не санкционировать ни расстрелы, ни установившуюся в Москве практику взятия заложников из числа крупных политических фигур, которые должны были быть казнены в случае дальнейших покушений на лидеров большевиков. Но вместе с тем, он не допускал освобождения задержанных под поручительство или залог. Так, 23 июня ПЧК арестовала Н. Н. Кутлера, крупного царского чиновника, видного представителя партии кадетов, депутата II и III Государственных дум. Судя по информации, опубликованной в газетах, подозрения в отношении него были вызваны его письмами за границу, которые были перехвачены. Урицкий, прочитав данные тексты, не нашёл в них ничего преступного и отдал распоряжение немедленно выпустить заключённого. Кутлер был отпущен через три дня после задержания.
1—2 августа в Смольном прошёл II съезд Советов Северной области.
На нём делегаты, возбуждённые речами приехавших из Москвы Свердлова и Троцкого, одобрили резолюцию, подразумевавшую возобновление массовых административных казней. 18 августа на заседании СК СКСО был принят декрет, который уполномочивал ЧК (и только её) расстреливать контрреволюционеров собственной властью. Такие действия в отношении указанного документа Рабинович связывает с ослаблением влияния главы комиссии. 19 августа решение применять высшую меру наказания было утверждено на заседании коллегии службы. «Нет сомнений, — пишет А. Рабинович, — что Урицкий горячо и настойчиво выступал против него». По воспоминаниям одного из петроградских чекистов, Моисей Соломонович, как председатель этого ведомства, оказался единственным, кто выступал против обсуждаемого решения даже после утверждения его коллегией. Он говорил о бесполезности физических расправ, однако другие члены руководства отвергли его аргументацию. При голосовании по вопросу о судьбе 21 заключённого Урицкий воздержался. 21 августа они были расстреляны (девять из них — за уголовные преступления).

### Убийство Урицкого и начало красного террора
Утром 30 августа 1918 года Урицкий был убит в вестибюле Народного Комиссариата внутренних дел Петрокоммуны (на Дворцовой площади) Петербурга эсером Леонидом Каннегисером.
В тот же день на заводе имени Михельсона в Москве в ходе выступления эсерка Ф. Каплан тяжело ранила председателя СНК В. И. Ленина, совершив покушение.
Человек, убивший Урицкого, по-видимому, состоял в партии народных социалистов. В числе расстрелянных 21 августа был его друг Владимир Перельцвейг. В газетах в приказе о вынесении смертного приговора значилась фамилия Урицкого. Каннегисер не знал ни о том, что Моисей Соломонович являлся противником применения на практике расстрелов вообще, ни о том, что он пытался предотвратить и эту расправу. «Гибель друга сделала его террористом», — написал о Каннегисере знавший его Марк Алданов.
«Красная газета» — официальный орган Петросовета, — комментируя убийство М. С. Урицкого, писала:

Убит Урицкий. На единичный террор наших врагов мы должны ответить массовым террором… За смерть одного нашего борца должны поплатиться жизнью тысячи врагов.
2 сентября 1918 года Я. М. Свердловым в обращении ВЦИК был объявлен Красный террор как ответ на покушение на Ленина 30 августа и убийство в тот же день председателя ПетроЧеКа Урицкого (решение было подтверждено постановлением Совнаркома от 5 сентября 1918 года, подписанным наркомом юстиции Д. И. Курским, наркомом внутренних дел Г. И. Петровским и управляющим делами СНК В. Д. Бонч-Бруевичем). В первые два дня после убийства Урицкого было расстреляно 512 человек. Общее количество жертв красного террора в Петрограде к октябрю 1918 года достигло почти 800 человек расстрелянных и 6229 арестованных.
Урицкий был похоронен на Марсовом поле.

### Иные версии убийства
В 1926 году в эмигрантском сборнике «Голос минувшего на чужой стороне» вышли мемуары некоего капитана лейб-гвардии Преображенского полка НН «Белые террористы» о том, что Л. Каннегисер, традиционно считающийся мстителем-одиночкой, на самом деле был активным членом террористической группы М. М. Филоненко (его двоюродного брата), ставившей целью «истребление видных большевистских деятелей». Этой же версии придерживался российский историк В. Ж. Цветков. По данным историка, Филоненко поддерживал тесную связь с Б. В. Савинковым, который и отдал приказ о ликвидации М. С. Урицкого.
Связь Каннегисера с группой Филоненко подтверждает и И. С. Ратьковский. Он указывает, что накануне убийства Каннегисер встречался со своей будущей жертвой якобы для передачи имевшихся у него данных об организации людей, готовивших покушение. Таким образом, версию о «мщении» И. С. Ратьковский считает наименее достоверной, так как она основывалась на отрицании любой другой антибольшевистской и подпольной деятельности убийцы, а это не так.
Каннегисер обращался к Филоненко, пытаясь организовать свой побег из-под стражи. С Савинковым он был знаком ещё с 1917 года. Знакомый Каннегисера Б. Розенберг подтвердил в своих показаниях на следствии активное участие Леонида в террористической организации и то, что знакомство Каннегисера и Савинкова после годового перерыва возобновилось в июле 1918 года. Каннегисер уговаривал Розенберга вступить в подпольную организацию, указывал на скорое свержение власти большевиков, чему должно поспособствовать соединение союзников с чехословацким корпусом. Ожидая этих событий, савинковцы в июле организовали в Поволжье антисоветское восстание. Каннегисер обещал Розенбергу не только деньги, но и пост коменданта одного из петроградских районов.
Более успешной оказалась вербовка Каннегисера в отношении штабс-капитана Преображенского полка Н. Д. Нелидова, вступившего в мае 1918 года в подпольную организацию Филоненко. Целью этой группы было истребление видных большевистских деятелей. Нелидов описал слежку за Урицким и неудачи в попытках его застрелить — сначала — на улице у квартиры, потом — на вокзале. Были планы организации массового убийства с помощью пяти баллонов синильной кислоты, которые террористы намеревались разбить на Всероссийском съезде совдепов, куда Филоненко был готов достать билеты. Участник антибольшевистского подполья В. И. Игнатьев рассказал, что Каннегисер являлся одним из сотрудников Филоненко по военной организации, отвечавшим за связь. Он также поддерживал в Петрограде контакты с организацией доктора Ковалевского, связанной с английской разведкой и раскрытой в августе 1918 года, и с террористической группой Семёнова.

## Память

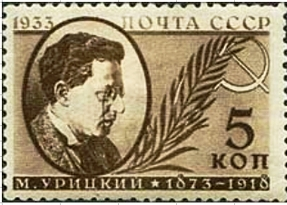
Моисей Соломонович Урицкий. Почтовая марка СССР. Выпуск 1933 г.

- Для увековечения памяти М. С. Урицкого место его убийства — Дворцовая площадь была в 1918 году переименована в «Площадь Урицкого». Однако в 1944 году площади было возвращено её первоначальное название. В 1918 году Таврический дворец был переименован в Дворец Урицкого. Его имя получил бывший царский вокзал Царского Села (Павильон Урицкого) и табачная фабрика. В Урицк было переименовано Лигово (в настоящее время топоним сохраняется как МО «Урицк»).
- Имя Урицкого носят сёла в Оренбургской, Липецкой, Саратовской областях России, а также в Гомельской области Беларуси. В Орловской области есть муниципальный район, названный в честь Урицкого.
- По данным на 2013 год, имя Урицкого носили 665 площадей, улиц и переулков в городах и сёлах России[25], в том числе в Алапаевске, Ангарске, Арзамасе, Армавире, Архангельске, Астрахани, Бийске, Богородицке, Бодайбо, Брянске, Бугульме, Владимире (бывшие Подсоборная и Подбульварная улицы), Вологде, Воронеже, Воткинске, Вытегре, Вязьме, Вятских Полянах, Гатчине, Губкине, Дубне, Екатеринбурге, Зарайске, Златоусте, Иванове, Иркутске, Истре, Калязине, Каслях, Кинешме, Кирове, Клинцах, Коврове, Королёве, Котласе, Краснодаре, Красноярске, Кронштадте, Кузнецке, Кургане, Курске, Липецке, Лодейном Поле, Луге, Люберцах, Магнитогорске, Малой Вишере, Новозыбкове, Новосибирске, Новочеркасске, Нытве, Орехово-Зуеве, Павловском Посаде, Пензе, Переславле-Залесском, Петрозаводске, Полевском, Порхове, Пушкине, Пильне, Ростове-на-Дону, Рязани, Самаре (переименована в улицу Крымскую 21.11.2014 г.), Сызрани, Семёнове, Серпухове, Смоленске, Соликамске, Солнечногорске, Старом Осколе, Таганроге, Тюмени, Ульяновске, Уваровке, Усолье-Сибирском, Уссурийске, Уфе, Хабаровске, Чистополе, Шадринске, Ярославле, а также микрорайон в Энгельсе. В Крыму именем Урицкого названы улицы в Алуште и Евпатории.
- Улицы, названные в честь Урицкого, есть в белорусских городах Витебске, Полоцке, Речице, Бобруйске, Гомеле, Рогачёве, Червени, Гродно, Дзержинске, Лиде.
- В Казахстане имя Урицкого носят улицы в Павлодаре, Костанае, Петропавловске и Шымкенте.
- Улица Урицкого есть в Луганске, была в Первомайске Николаевской области на Украине (переименована в улицу Елены Пчилки).
- Улица Пятницкая в Чернигове до 2001 года носила имя Урицкого.
- Улица Урицкого есть в Бишкеке, столице Кыргызстана.
- Улица Урицкого также была в центре Ташкента. В настоящее время переименована в Ниязбек Йули.
- В Казани существуют парк имени Урицкого, дворец культуры имени Урицкого и улица имени Урицкого.
- В городе Луга Ленинградской области один из центральных проспектов носит имя Урицкого[26] .
- Пятикратный чемпион России и трехкратный победитель Кубка Гагарина казанский Ак Барс в 1958-90 годах назывался СК имени Урицкого.
- В Серпухове существует сквер имени Урицкого и улица имени Урицкого.
- Имя Урицкого носит судоремонтно-судостроительный завод в Астрахани.
- С 1926 по 2005 год имя Урицкого носил завод имени Урицкого по производству троллейбусов, расположенный в Энгельсе Саратовской области.

## Адреса в Петрограде
- 1917 — 30.08.1918 г. — 8-я линия В. О., д. 9, кв. 7. В 1928 г. на фасаде дома установлена мемориальная доска в память Урицкого. В 1965 г. была реконструирована. В 2012 г. подверглась акту вандализма: похищена неизвестными[27].
- ПетроЧеКа располагалась на Гороховой ул., д. 2 (ныне Музей политической полиции России).
- Имя Урицкого упоминается в песне А.Розенбаума «На улице Гороховой ажиотаж» из цикла про похождения Сэмэна: « На улице Гороховой ажиотаж/ Урицкий всю ЧК вооружает…».